# Surachai Jirasirichote
Surachai Jirasirichote (en tailandés: สุรชัย จิระศิริโชติ; provincia de Nakhon Pathom, Tailandia; 13 de octubre de 1970) es un exfutbolista y entrenador de fútbol de Tailandia que jugaba en la posición de defensa.

## Carrera

### Club
| Periodo   | Club              |
| --------- | ----------------- |
| 1996–2000 | Sinthana FC       |
| 2000–2002 | Gombak United FC  |
| 2003      | Geylang United FC |
| 2004–2006 | Chula-Sinthana FC |

### Selección nacional
Jugó para Tailandia en 55 ocasiones de 1989 a 2001 y anotó dos goles; ganó tres medallas de oro en los Juegos del Sudeste Asiático, participó en dos ediciones de la Copa Asiática y en los Juegos Asiáticos de 1998.

### Entrenador
| Periodo   | Club                |
| --------- | ------------------- |
| 2011      | FC Phuket           |
| 2011      | Raj-Vithi FC        |
| 2012      | Thai Honda FC       |
| 2012      | Lopburi FC          |
| 2013      | Looktabfah FC       |
| 2014      | Phitsanulok FC      |
| 2016–2017 | Lampang FC          |
| 2018      | JL Chiangmai United |
| 2019      | Phitsanulok FC      |
| 2019      | Chiangmai United FC |
| 2022      | Chiangmai United FC |
| 2022      | STK Muangnont       |

## Logros

### Jugador
- Liga de Tailandia:

1998
- Copa Kor Royal:

1997, 1998
- Copa de Tailandia:

1997
- Liga 4 de Tailandia: 1

2006
- Juegos del Sudeste Asiático: 3

1995, 1997, 1999

### Entrenador
- Liga de Tailandia:

2018

## Estadísticas

### Goles con selección nacional
| #  | Fecha     | Sede                  | Rival    | Resultado | Torneo                                               |
| -- | --------- | --------------------- | -------- | --------- | ---------------------------------------------------- |
| 1. | 6-11-2000 | Chiang Mai, Tailandia | Birmania | 3-1       | 2000 Tiger Cup                                       |
| 2. | 28-5-2001 | Bangkok, Tailandia    | Pakistán | 6-0       | Clasificación para la Copa Mundial de Fútbol de 2002 |